# Agustí Charles i Soler
Agustí Charles Soler (Manresa, 12 de juliol de 1960) és un compositor català, doctor en Historia de l'Art, catedràtic de composició al Conservatori Superior de Música de Saragossa i professor de composició a l'Escola Superior de Música de Catalunya. Considerat un dels autors més brillants de la seva generació.
Fou president de l'Associació Catalana de Compositors entre 1997 i 2000, finalitzant el seu mandat un any abans del previst. Durant la seva etapa es va modernitzar l'entitat, creant-se una revista annual dedicada a l'entitat, una col·lecció d'enregistraments en CD i una pàgina web que inclou el catàleg de totes les obres dels compositors membres. També reprengué els intercanvis internacionals i preparà la creació d'un llibre que recull la història dels primers 25 anys de l'entitat. Tanmateix, el seu mandat també es caracteritzà per vetar l'estrena d'obres als cicles de concerts organitzats per l'entitat pel fet d'ésser tonals o d'estar escrites en certs estils.
La seva òpera La Cuzzoni, esperpent d'una veu fou estrenada al Staatstheater de Darmstadt (Alemanya) l'octubre de 2007. El març de 2011 s'estrena en el Staatstheater de Darmstadt (Alemanya) la seva segona òpera, Lord Byron, un estiu sense estiu, amb text de M. Rosich i direcció escènica d'A. Romero. Lord Byron s'estrenà al Gran Teatre del Liceu el 25 de juny del mateix any.

## Òperes
- La Cuzzoni, esperpent d'una veu (2007)
- Lord Byron, un estiu sense estiu (2011)
- Andrómeda encadenada (2021)

## Obra escrita
- Análisis de la Música española del siglo XX (2002)
- Dodecafonismo y serialismo en España (2005)
- Instrumentación y orquestación clásica y contemporánea en 5 volums (2005-2012).